# Ferdinandsburg
Die Ferdinandsburg ist eine große Motte (Turmhügelburg) der Herren von Dincklage südöstlich von Dinklage im niedersächsischen Landkreis Vechta.

## Geschichte
Die Entstehung der Ferdinandsburg wird in der Literatur häufig hypothetisch in das 10. Jahrhundert zurückverlegt, ohne dass dies durch archäologische oder belastbare historische Quellen unterstützt wird. Die Burg ist wahrscheinlich aus einem 1279 erwähnten herrschaftlichen Hof der Herren von Dincklage heraus entstanden. Möglicherweise geschah dies sogar erst im 14. Jahrhundert, da keine älteren Lesefunde vorliegen. Das erste Mal wird sie erst anlässlich ihrer Zerstörung in den Schriftquellen erwähnt. Laut der Chronik des Bistums Osnabrück ist sie 1372 vom Osnabrücker und Münsteraner Bischof belagert und eingenommen worden. Hintergrund des Konflikts waren weniger in der Heimatliteratur häufig kolportierte, aber historisch nicht nachweisbare Raubritterzüge, als ein zu ausgeprägtes Streben nach Selbstständigkeit der Herren von Dincklage. 1383 unterwarfen sich diese schließlich dem Bischof von Münster und versprachen, Burghaus und Vorburg nicht wieder aufzubauen.

## Beschreibung
Bei der Ferdinandsburg handelt sich um eine Motte mit Vorburg und umgebenden Wällen, die heute noch sehr gut im Gelände zu erkennen ist. Die Burg lag auf einer Anhöhe umgeben von sumpfigem Gelände. Das eigentliche Burgareal umschreibt ein leichtes Oval von 70–75 m Durchmesser Zusammen mit der umgebenden Wall-Graben-Anlage ergibt sich eine Gesamtgröße von ca. 140–150 m.